# (4546) Franck
(4546) Franck ist ein Asteroid des Hauptgürtels, der am 2. März 1990 vom belgischen Astronomen Eric Walter Elst am La-Silla-Observatorium (IAU-Code 809) der Europäischen Südsternwarte in Chile entdeckt wurde.
Der Asteroid wurde nach dem französisch-belgischen Organisten und Komponisten César Franck (1822–1890) benannt, der 1859 zum Titularorganisten der Kirche Ste-Clotilde in Paris berufen wurde und 1871 mit anderen die Société Nationale de Musique gründete.